# Bhakkar
Bhakkar (Urdu: بھکر ) es una localidad de Pakistán, en la provincia de Punyab.

## Demografía
Según estimación 2010 contaba con 91.638 habitantes.